# Брезент
Брезент е вид здрав, тежък текстил, съставен от импрегнирана с огнеупорни, водоотблъскващи и противогнилостни съставки канава.

## Приложение
През Първата световна война брезентът измества естествената кожа, като евтин и здрав материал за производството на палатки, наметала, ръкавици, ботуши, раници и др.
Модерните приложения на брезента са при изработката на покривала за защита от слънце, дъжд, сняг и други тежки атмосферни условия, например в товарен автомобил или стационарно.
Брезентът е незаменим при изработката на специализирано работно облекло и аксесоари, които да издържат на високи температури, например за леяри, заварчици, пожарникари (включително и пожарникарските маркучи).